# Ерешев, Сагиндык
Сагиндык Ерешев — советский хозяйственный, государственный и политический деятель, Герой Социалистического Труда.

## Биография
Родился в 1929 году в ауле Тортпшен. Член КПСС.
С 1947 года — на хозяйственной, общественной и политической работе. В 1947—1990 гг. — чабан в колхозе «Жулдуз», старший чабан совхоза «Жулдузский» Фурмановского района Уральской области.
Указом Президиума Верховного Совета СССР от 22 марта 1966 года присвоено звание Героя Социалистического Труда с вручением ордена Ленина и золотой медали «Серп и Молот».
Избирался депутатом Верховного Совета Казахской ССР 9-го созыва.
Жил в Западно-Казахстанской области.